# Goldschau
Goldschau – dzielnica miasta Osterfeld w Niemczech, w kraju związkowym Saksonia-Anhalt, w powiecie Burgenland, w gminie związkowej Wethautal.
Do 31 grudnia 2009 była to samodzielna gmina wchodząca w skład wspólnoty administracyjnej Wethautal.

## Geografia
Goldschau leży 12 km na południe od Naumburg (Saale).